# Konsul (urzędnik)
Konsul – organ państwa za granicą, którego zadanie polega na dbaniu o interesy państwa wysyłającego i jego obywateli, jak i na popieraniu rozwoju stosunków gospodarczych, handlowych i kulturalnych między państwem wysyłającym a przyjmującym.

## Konsulowie w Polsce
Ustawa z dnia 11 listopada 1924 r. o organizacji konsulatów i o czynnościach konsulów stwierdzała, że konulaty pozostają pod opieką właściwych przedstawicielstw dyplomatycznych (art. 3), konsulaty dzielą się na etatowe i honorowe, przy czym konsulowie etatowi są urzędnikami państwowymi (art. 4), zaś konsulowie etatowi dzielą się na konsulów generalnych I klasy, konsulów generalnych II klasy, konsulów I klasy, konsulów II klasy, vice-konuslów I klasy oraz vice-konsulów II klasy (art. 5).
Ustawa z dnia 13 lutego 1984 r. o funkcjach konsulów Polskiej Rzeczypospolitej Ludowej w art, 1 definiowała konsula jako kierownika konsulatu generalnego, konsulatu, wicekonsulatu i agencji konsularnej, jak również wydziału konsularnego przedstawicielstwa dyplomatycznego.
Według Prawa konsularnego z dnia 25 czerwca 2015 konsulem jest kierownik urzędu konsularnego, a w okręgu konsularnym, w którym nie utworzono urzędu konsularnego – powołany urzędnik konsularny w przedstawicielstwie dyplomatycznym. Zgodnie z art. 3 tej ustawy konsula obsługuje urząd konsularny, którym może być konsulat generalny, konsulat, wicekonsulat, agencja konsularna, wydział konsularny lub inna komórka organizacyjną wyodrębnioną w strukturze przedstawicielstwa dyplomatycznego. Konsul lub inny członek personelu dyplomatyczno-konsularnego wykonujący funkcje konsularne w państwie przyjmującym jest urzednikiem konsularnym (art. 4). Zgodnie z art. 9. urzędnicy konsularnii (konsulowie) mają nadane tytuły konsularne konsula generalnego, konsula, wicekonsula lub attaché konsularnego. Tytuły te nadaje dyrektor generalny służby zagranicznej z uwzględnieniem stopnia dyplomatycznego posiadanego przez urzędnika konsularnego, a są one stosowane za zgodą państwa przyjmującego.
Na konsula Polski powołuje się urzędnika konsularnego dającego rękojmię należytego wykonywania funkcji konsularnych.
Konsul honorowy może być obywatelem państwa przyjmującego lub państwa trzeciego.
Konsulowie wchodzą w skład korpusu konsularnego i są objęci przywilejem i immunitetem konsularnym.